# 裂翼黄耆
裂翼黄耆（学名：Astragalus laceratus）为豆科黄芪属的植物。分布在俄罗斯以及中国大陆的新疆等地，生长于海拔2,300米的地区，多生长在山坡林下，目前尚未由人工引种栽培。